# Type 96 (mortaio)
Il Type 96 era un mortaio pesante da fanteria giapponese, usato durante la seconda guerra mondiale. Il nome era dovuto all'anno di adozione da parte dell'Esercito imperiale giapponese, anno imperiale 2596, corrispondente al 1936 del calendario gregoriano. Il pezzo, in calibro 150,5 mm, era dotato di un pesante freno di sparo e venne prodotto in 90 esemplari circa. Nel 1941 venne sviluppata una versione alleggerita, il Type 97, priva del sistema di assorbimento del rinculo e quindi simile nella diffusa impostazione tipo Stokes; questa versione venne realizza in circa 110 esemplari in due varianti, a canna lunga e a canna accorciata. Queste armi furono usate a Iwo Jima e in Cina, ma non si hanno notizie sulle prestazioni.